# Trilok Nath Seth
Trilok Nath Seth (* 1928 oder 1929; †  20. oder 21. Jahrhundert) war ein indischer Badmintonspieler. 

## Karriere
Trilok Nath Seth gewann 1951 seinen ersten Titel bei den indischen Meisterschaften, wo er im Mixed mit D. H. Devid siegte. 1952 wurde er erstmals Titelträger im Herreneinzel. Weitere Siege in dieser Disziplin folgten in Serie von 1955 bis 1957.

## Sportliche Erfolge
| Saison | Veranstaltung                 | Disziplin    | Platz | Name                     |
| ------ | ----------------------------- | ------------ | ----- | ------------------------ |
| 1950   | Kent Championships            | Herreneinzel | 1     | Trilok Nath Seth         |
| 1951   | Indien: Einzelmeisterschaften | Mixed        | 1     | T. N. Seth / D. H. Devid |
| 1952   | Indien: Einzelmeisterschaften | Herreneinzel | 1     | T. N. Seth               |
| 1955   | Indien: Einzelmeisterschaften | Herreneinzel | 1     | T. N. Seth               |
| 1956   | Indien: Einzelmeisterschaften | Herreneinzel | 1     | T. N. Seth               |
| 1957   | Indien: Einzelmeisterschaften | Herreneinzel | 1     | T. N. Seth               |